# 程鎔時
程 鎔時（てい ようじ、1927年10月18日 - 2021年2月7日）は、中華人民共和国の科学者。中国科学院院士。

## 経歴
1927年10月18日、江蘇省宜興県で生まれる。1945年、金陵大学化学系に入学した。1949年を卒業。金陵大学では戴安邦門下。同年、北京大学化学研究部に研究生として入室。北京大学の指導教官は張龍翔教授。
1952年に中国科学院上海物理化学研究所助研究員に就任し、同年に吉林省長春市へ移り長春応用化学研究所助研究員に着任。1983年に南京大学教授、2003年に華南理工大学へ転じて高分子研究所教授兼所長に就任。
2021年2月7日、広東省広州市で病気のため死去した。93歳。

## 栄典
- 1991年、中国科学院院士[2]。